# Chlorogonium leiostracum
Chlorogonium leiostracum là một loài tảo trong họ Chlamydomonadaceae, thuộc chi Chlorogonium.